# Franco Lazzaroni
Franco Martín Lazzaroni (Sarmiento, Santa Fe, 6 de febrero de 1988) es un futbolista argentino. Juega de defensor en Gimnasia y Esgrima (J) de la Primera B Nacional.

## Biografía
Comenzó en las inferiores del Club Domingo Faustino Sarmiento, jugó de nueve y fue goleador varios campeonatos, pero después le encontraron el puesto en la defensa.

## Clubes
Actualizado al 15 de abril de 2019
| Club                   | País      | Año       |
| ---------------------- | --------- | --------- |
| Colón                  | Argentina | 2008-2009 |
| Tiro Federal Argentino | Argentina | 2009-2010 |
| Racing de Córdoba      | Argentina | 2010-2011 |
| Defensa y Justicia     | Argentina | 2011-2013 |
| Newells                | Argentina | 2013-2014 |
| Colón                  | Argentina | 2014-2016 |
| San Martín (SJ)        | Argentina | 2016-2017 |
| Atlético de Rafaela    | Argentina | 2017-2018 |
| Sol de América         | Paraguay  | 2018-2019 |
| Ferro                  | Argentina | 2019      |
| Gimnasia y Esgrima (J) | Argentina | 2019-2020 |

## Estadísticas
Actualizado al 20 de agosto de 2019
| Club                             | Div.                | Temporada           | Liga | Liga | Liga | Copas Nacionales (1) | Copas Nacionales (1) | Copas Nacionales (1) | Copas Internacionales (2) | Copas Internacionales (2) | Copas Internacionales (2) | Total | Total | Total |
| Club                             | Div.                | Temporada           | PJ   | G    | A    | PJ                   | G                    | A                    | PJ                        | G                         | A                         | PJ    | G     | A     |
| -------------------------------- | ------------------- | ------------------- | ---- | ---- | ---- | -------------------- | -------------------- | -------------------- | ------------------------- | ------------------------- | ------------------------- | ----- | ----- | ----- |
| Colón Argentina                  | 1.ª                 | 2008-09             | 0    | 0    | 0    | -                    | -                    | -                    | -                         | -                         | -                         | 0     | 0     | 0     |
| Colón Argentina                  | Total               | Total               | 0    | 0    | 0    | 0                    | 0                    | 0                    | 0                         | 0                         | 0                         | 0     | 0     | 0     |
| Tiro Federal Argentina           | 2.ª                 | 2009-10             | 9    | 0    | 0    | -                    | -                    | -                    | -                         | -                         | -                         | 9     | 0     | 0     |
| Tiro Federal Argentina           | Total               | Total               | 9    | 0    | 0    | -                    | -                    | -                    | -                         | -                         | -                         | 9     | 0     | 0     |
| Racing de Córdoba Argentina      | 3.ª                 | 2010-11             | 24   | 1    | 0    | -                    | -                    | -                    | -                         | -                         | -                         | 24    | 1     | 0     |
| Racing de Córdoba Argentina      | Total               | Total               | 24   | 1    | 0    | -                    | -                    | -                    | -                         | -                         | -                         | 24    | 1     | 0     |
| Defensa y Justicia Argentina     | 2.ª                 | 2011-12             | 28   | 0    | 0    | 1                    | 0                    | 0                    | -                         | -                         | -                         | 29    | 0     | 0     |
| Defensa y Justicia Argentina     | 2.ª                 | 2012-13             | 36   | 0    | 0    | 2                    | 0                    | 0                    | -                         | -                         | -                         | 38    | 0     | 0     |
| Defensa y Justicia Argentina     | Total               | Total               | 64   | 0    | 0    | 3                    | 0                    | 0                    | -                         | -                         | -                         | 67    | 0     | 0     |
| Newell's Old Boys Argentina      | 1.ª                 | 2013-14             | 4    | 0    | 0    | -                    | -                    | -                    | -                         | -                         | -                         | 4     | 0     | 0     |
| Newell's Old Boys Argentina      | Total               | Total               | 4    | 0    | 0    | -                    | -                    | -                    | -                         | -                         | -                         | 4     | 0     | 0     |
| Colón Argentina                  | 2.ª                 | 2014                | 20   | 1    | 0    | 2                    | 0                    | 0                    | -                         | -                         | -                         | 22    | 1     | 0     |
| Colón Argentina                  | 1.ª                 | 2015                | 13   | 0    | 0    | -                    | -                    | -                    | -                         | -                         | -                         | 13    | 0     | 0     |
| Colón Argentina                  | Total               | Total               | 33   | 1    | 0    | 2                    | 0                    | 0                    | -                         | -                         | -                         | 35    | 1     | 0     |
| San Martín (SJ) Argentina        | 1.ª                 | 2016                | 11   | 0    | 0    | -                    | -                    | -                    | -                         | -                         | -                         | 11    | 0     | 0     |
| San Martín (SJ) Argentina        | 1.ª                 | 2016-17             | 8    | 0    | 0    | 1                    | 0                    | 0                    | -                         | -                         | -                         | 9     | 0     | 0     |
| San Martín (SJ) Argentina        | Total               | Total               | 19   | 0    | 0    | 1                    | 0                    | 0                    | -                         | -                         | -                         | 20    | 0     | 0     |
| Atlético de Rafaela Argentina    | 1.ª                 | 2017-18             | 12   | 0    | 0    | 1                    | 0                    | 0                    | -                         | -                         | -                         | 13    | 0     | 0     |
| Atlético de Rafaela Argentina    | Total               | Total               | 12   | 0    | 0    | 1                    | 0                    | 0                    | 0                         | 0                         | 0                         | 13    | 0     | 0     |
| Sol de América Paraguay          | 1.ª                 | 2017-18             | 15   | 0    | 0    | 0                    | 0                    | 0                    | 2                         | 0                         | 0                         | 17    | 0     | 0     |
| Sol de América Paraguay          | Total               | Total               | 15   | 0    | 0    | 0                    | 0                    | 0                    | 2                         | 0                         | 0                         | 17    | 0     | 0     |
| Ferro Argentina                  | 2.ª                 | 2018-19             | 3    | 0    | 0    | -                    | -                    | -                    | -                         | -                         | -                         | 3     | 0     | 0     |
| Ferro Argentina                  | 2.ª                 | 2019-20             | 0    | 0    | 0    | 0                    | 0                    | 0                    | —                         | —                         | —                         | 0     | 0     | 0     |
| Ferro Argentina                  | Total               | Total               | 3    | 0    | 0    | -                    | -                    | -                    | -                         | -                         | -                         | 3     | 0     | 0     |
| Gimnasia y Esgrima (J) Argentina | 2.ª                 | 2019-20             | 0    | 0    | 0    | -                    | -                    | -                    | -                         | -                         | -                         | 0     | 0     | 0     |
| Gimnasia y Esgrima (J) Argentina | Total               | Total               | 0    | 0    | 0    | -                    | -                    | -                    | -                         | -                         | -                         | 0     | 0     | 0     |
| Total en su carrera              | Total en su carrera | Total en su carrera | 183  | 2    | 0    | 7                    | 0                    | 0                    | 2                         | 0                         | 0                         | 192   | 2     | 0     |

## Palmarés

### Logros Deportivos
| Logro                      | Club  | País      | Año  |
| -------------------------- | ----- | --------- | ---- |
| Ascenso a Primera División | Colón | Argentina | 2014 |